# Vonovia Ruhrstadion
Il Vonovia Ruhrstadion è uno stadio calcistico di Bochum, in Germania; ospita le partite casalinghe del VfL Bochum.
Lo sponsor è la società immobiliare tedesca Vonovia. Nella sua storia è stato conosciuto anche come rewirpowerSTADION, Ruhrstadion e prima ancora come Stadion an der Castroper Straße; inaugurato nel 1911, è stato più volte rimodernato.
Lo stadio ha ospitato la finale del campionato europeo di calcio Under 21 del 2004, vinta dall'Italia per 3-0 contro la Serbia & Montenegro.